# オオヤブツルアズキ

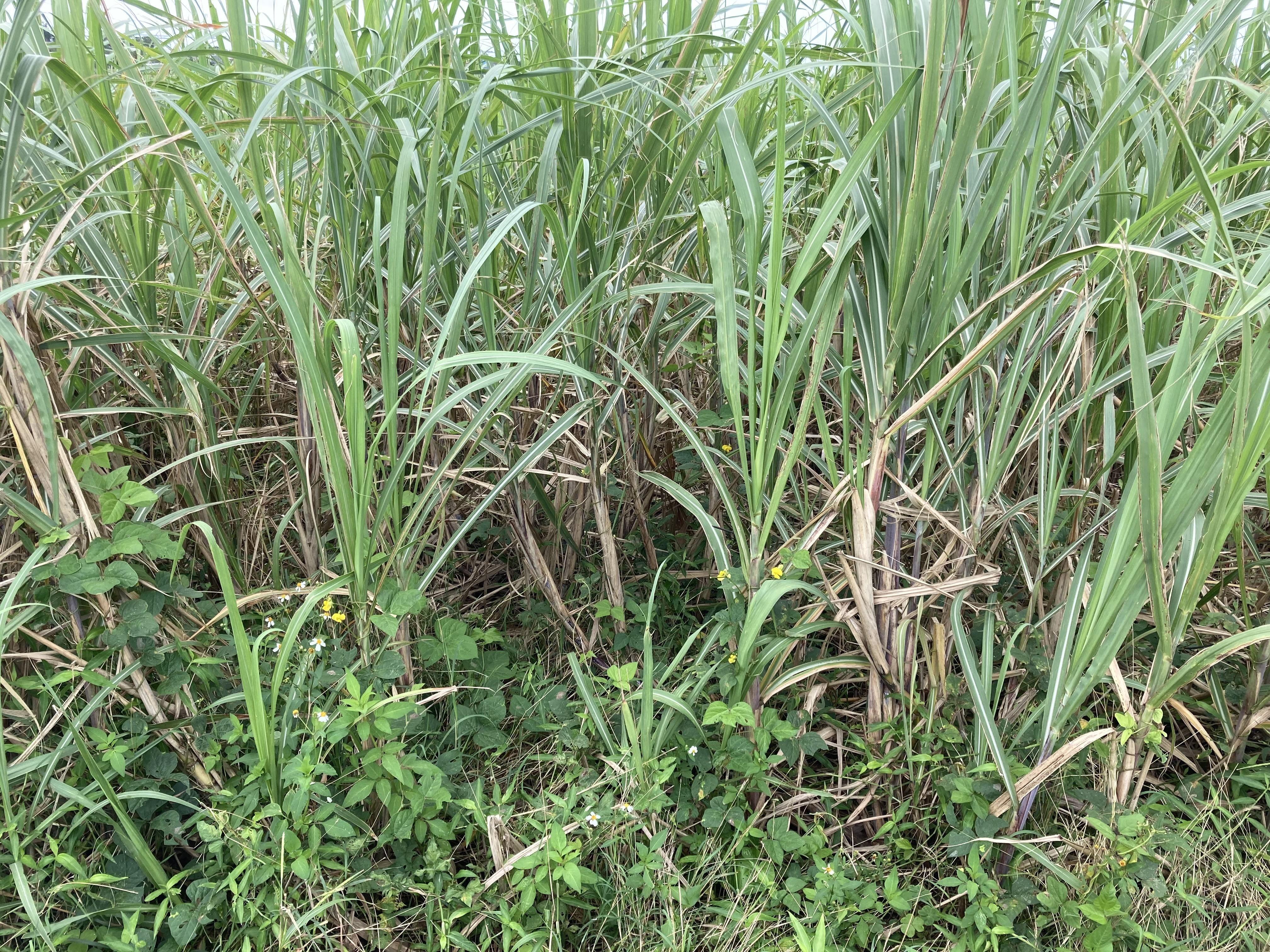
サトウキビ畑内のオオヤブツルアズキの生育状況（沖縄県石垣島にて撮影）

オオヤブツルアズキ（大藪蔓小豆、学名：Vigna reflexopilosa）はマメ科ササゲ属のつる性多年生草本。別名：サカサハマササゲ。

## 特徴
路傍や原野に生育。サトウキビ畑の側でよくみられる。
葉は三出複葉で互生し、小葉は菱形状卵形で長さ8–9 cm、幅5 cm。最も広い部分が真ん中より付け根寄りにある。先端は尖ることが多い。
花は黄色で総状花序に咲く。竜骨弁がねじれる。小包は萼より長い。
豆果は細長い棒状。種子のへそは楕円形で凹み、縦溝がない。

## 分布と生育環境
奄美大島以南の南西諸島、台湾。東南アジア、フィジー、ニューギニア島、オーストラリア。

## 利用
飼料、緑肥。シジミチョウなどの仲間の食草となっている。鹿児島県準絶滅危惧種（NT）。